# NGC 2277
NGC 2277 est un groupe d'étoiles situé dans la constellation des Gémeaux. 
L'astronome prussien Heinrich d'Arrest a enregistré la position de ce groupe d'étoiles le 20 avril 1865.